# 旧国名
旧国名（きゅうこくめい）は、日本の令制国（これに準じて取り扱われる国も含み得る）名を指す明治以降の呼称。

## 概要
令制国が行政体として機能しなくなってからも、その名称と区画は地理区分として長く用いられてきたが、明治以降は、戸籍や郵便などの地名表記から外されたため、急速に廃れることとなった。
現代では、離れたところにある同じ地名を区別する際に用いられる他、府県名が郡名や都市名に由来するものが大半であるため、それで呼ぶことを嫌う場合や地域において用いられている。たとえば、長野市が県庁所在地である長野県では、北信地方以外を意識的に「信濃」あるいは「信州」と呼ぶケースがある。
「旧」と付くが、それに代わる新しい国名というものがあるわけではない。国家としての国名との混同を避ける、もしくは戸籍や郵便などの地名の表記において、都道府県名が令制国名に代わるもののように使用されたために、そう呼ばれているだけである。ちなみに府県は、廃藩置県で藩に代わって設置された行政区画である。
また、法令によって廃止・禁止されたわけでもないので、現在も当然使用可能であり、「旧」と付ける必要もない。住所の表記としては、明治から昭和初期頃まで「神奈川県相模国三浦郡横須賀町」のように、道府県名と郡名の間に旧国名を入れる（従来の表記の頭に道府県名を付ける）表記方法が残存していた。
旧琉球王国の領域は、1879年（明治12年）に沖縄県が設置された後も、「琉球国」の地名が旧国名と同様に用いられた。

## 旧国名対応表
現都府県名と旧国名の対応表。なお、現在の県境と完全には一致しないこともある。

### 東北地方
- 青森県＝陸奥
- 岩手県＝陸中（陸奥）
- 宮城県＝陸前（陸奥）
- 秋田県＝羽後（出羽）+陸中（陸奥）
- 山形県＝羽前+羽後（出羽）
- 福島県＝岩代（陸奥）+磐城（陸奥）

### 関東地方
- 茨城県＝常陸+下総
- 栃木県＝下野
- 群馬県＝上野
- 埼玉県＝武蔵
- 千葉県＝上総+下総+安房
- 東京都＝武蔵
- 神奈川県＝相模+武蔵

### 中部地方
- 新潟県＝越後+佐渡
- 富山県＝越中
- 石川県＝能登+加賀
- 福井県＝越前+若狭
- 山梨県＝甲斐
- 長野県＝信濃
- 岐阜県＝美濃+飛騨
- 静岡県＝駿河+伊豆+遠江
- 愛知県＝尾張+三河

### 近畿地方
- 三重県＝伊勢+伊賀+志摩+紀伊
- 滋賀県＝近江
- 京都府＝山城+丹波+丹後
- 大阪府＝摂津+和泉+河内
- 兵庫県＝播磨+但馬+摂津+丹波+淡路
- 奈良県＝大和
- 和歌山県＝紀伊

### 中国地方
- 鳥取県＝因幡+伯耆
- 島根県＝石見+出雲+隠岐
- 岡山県＝備前+備中+美作
- 広島県＝備後+安芸
- 山口県＝周防+長門

### 四国地方
- 徳島県＝阿波
- 香川県＝讃岐+備前
- 愛媛県＝伊予
- 高知県＝土佐

### 九州地方
- 福岡県＝筑前+筑後+豊前
- 佐賀県＝肥前
- 長崎県＝肥前+壱岐+対馬
- 熊本県＝肥後
- 大分県＝豊前+豊後
- 宮崎県＝日向
- 鹿児島県＝薩摩+大隅
- 沖縄県＝琉球

## 地方区分（畿内+七道）

### 畿内
摂津+河内+和泉+山城（山背）+大和

### 東山道
陸奥+陸中+陸前+岩代+磐城+羽前+羽後+下野+上野+信濃+飛騨+美濃+近江

### 北陸道
若狭+越前+加賀+能登+越中+越後+佐渡

### 東海道
常陸+安房+上総+下総+武蔵+相模+甲斐+伊豆+駿河+遠江+三河+尾張+伊勢+伊賀+志摩

### 山陰道
丹波+丹後+但馬+因幡+伯耆+出雲+石見+隠岐

### 山陽道
播磨+美作+備前+備中+備後+安芸+周防+長門

### 南海道
阿波+讃岐+伊予+土佐+紀伊+淡路

### 西海道
豊前+豊後+筑前+筑後+壱岐+対馬+肥前+肥後+日向+大隅+薩摩+琉球

## 地方名
国と都道府県の関係は地域により様々で、複数の国にまたがる県（静岡県・三重県・兵庫県など）と、複数の県にまたがる国（武蔵国・丹波国・肥前国など）の両方がある。国と県の範囲が一致するところ、国を分断する形で県境が引かれたところもある。
複数の国にまたがって設けられた県では、国名が県内の地方区分として意識され、行政区分にも引き継がれることがある（例：岐阜県庁下部組織の飛騨地方振興局、兵庫県庁下部組織の但馬県民局など）。また、山梨県（甲斐国）や富山県（越中国）、滋賀県（近江国）、奈良県（大和国）、徳島県（阿波国）、愛媛県（伊予国）、高知県（土佐国）、熊本県（肥後国）のように県と国の範囲が一致するところでは、旧国名が県の別称として用いられる。旧国名は歴史と伝統のイメージを備えているので、観光宣伝や郷土愛を喚起する場面で用いられることがある。

## 地名に旧国名が使用される事例

### 北海道の振興局名に取った旧国名
北海道の振興局（2010年4月1日に支庁より再編）では、根室振興局・釧路総合振興局・十勝総合振興局、石狩振興局、日高振興局、胆振総合振興局、後志総合振興局、渡島総合振興局が旧国名に由来する名称である。このうち日高振興局は範囲が日高国と一致する。なお、北海道条例においては振興局の所管区域指定に旧国名が用いられているものもある。例えば上川郡と中川郡は複数の振興局に所在し、特に天塩国上川郡と石狩国上川郡は同じ上川総合振興局に所属する（しかも隣り合っている）ため、現在でも旧国名を用いて区別することがある。

### 市町村名に冠した旧国名 （重複の回避）
明治時代に市町村を統合した時には、同じ郡の中に同じ名の町村がある場合には重複しないように改名させたが、違う郡ならそのままにした（例：群馬県東村）。市は、数が少ない事もあって、全国で同じ市名が生まれないようにさせた。この原則は、市の数が増えた後代にも引き継がれた。
そして、その手法としてよく用いられるのが、旧国名を冠して重複を回避する手法である。この際、後から市制を敷いた方が旧国名を冠する事が多い。この例には、群馬県の太田市に対して茨城県の常陸太田市、山形県の村山市に対して東京都の武蔵村山市、新潟県の加茂市に対して岐阜県の美濃加茂市、千葉県の旭市に対して愛知県の尾張旭市、福岡県の旧八幡市（現在は北九州市の一部）に対して滋賀県の近江八幡市、長野県の長野市に対して大阪府の河内長野市、福島県の郡山市に対して奈良県の大和郡山市、静岡県の旧清水市（現在は静岡市清水区の一部）に対して高知県の土佐清水市、福井県の大野市に対して大分県の豊後大野市がある。新潟県の旧高田市（現在は上越市の一部）に対しては岩手県の陸前高田市、奈良県の大和高田市、広島県の安芸高田市、大分県の豊後高田市の4市があり、このうち、安芸高田市は高田市が消滅した後に市制を施行した。同様の事例には埼玉県の旧大宮市（現在はさいたま市の一部）が消滅した後に市制を施行した茨城県の常陸大宮市がある。また、特殊な例としては鹿児島県の川内市が宮城県の仙台市と同音の「せんだい」であったことから合併に際して旧国名を冠し薩摩川内市となった事例がある（周辺自治体が編入合併のイメージを嫌ったことも理由）。
和泉国（大阪府南西部）では、和泉国が「泉州」と呼ばれる事や「和」を除いても同音である事から「泉」の一字を冠している（例：滋賀県の大津市に対して泉大津市、栃木県の佐野市に対して泉佐野市）。
茨城県ひたちなか市は勝田市と那珂湊市の合併に際して重複回避に準じた命名法則を取っているが、那珂市の成立はひたちなか市の成立よりも後である。また、兵庫県の篠山市は他に同名の市が存在しないにもかかわらず丹波篠山市に改名している。

### 市町村名に用いられた旧国名（その他）
重複回避以外にも旧国名を用いる場合があり、この場合、旧国名の一字を取ったものが多く、旧国名の方が冠する側になったものもある。
その目的は数種に分類され、旧国内における方位を示すもの（例：東近江市、南丹市、泉南市、南あわじ市、雲南市、阿南市、西予市、日南市、南さつま市）が最も多く、国府を表すもの（例：甲府市、防府市）、地形を表すもの（例：武蔵野市、相模原市、紀の川市、筑紫野市）、その他（例：上越市、城陽市、京丹後市）などがある。
上越市の「上」は「上方」（関西の旧称）の「上」と同じく京都に近い方位を意味し、この場合は「南西」にあたる。城陽市の「陽」は「南」とほぼ同義であるが、方位以外の意味も籠められており特徴がある。京丹後市は、合併6町の中に旧「丹後町」があり、他5町への配慮から重複がないにもかかわらず京都府の「京」を冠している。京丹波町も同じような理由。
他に、2つの国の一字を合わせたものとして常総市（市域の大半は下総国、東町と水海道川又町のみ常陸国）や南房総市（全域安房国）などの例もある。なお、上越市の「上越」は前述の通り「越後国の上方寄り」を意味しており、「上野国と越後国」を意味する「上越」（例：上越新幹線）とは意味合いが異なる。
旧国名の一字を取る場合、一般に別称である「○州」の一字を取るが、例外に伊豆国（豆州）の伊東市、周防国（防州）の周南市がある。
仮名表記のかほく市は河北郡が由来とされるが、「加北」とも取れる。実際同市は加賀国の北端に位置する。

### 市町村名に取った旧国名
市町村の中には、属する国の名をそのまま名乗るものがある。明治時代以前の日本には、国の中に国と同じ名を持つ郡はあっても、同じ名を持つ町や村は存在しなかったので、そのほとんどは近代以降に作られた新地名ということになる。
旧国名を名乗る条件は特にないが、当該市町村の中にかつて国府や一宮が存在したことや、国名と同名の郡であることなどが暗黙のうちに条件とされる傾向がある。しかし、これらの条件を何ら満たさない事例も多数あり、特に平成の大合併期には、その名称決定に論争が起きた事例も少なくなかった。その際、命名を正当化する理由としてよく挙げられるのが「妥協案が他にない」というものであり、命名時に特定の市町村を優遇しないための妥協的名称としての側面も持っていると言える。
釧路市、出雲市、北見市、備前市、長門市、美濃市、伊勢市、筑後市、豊前市、日向市、和泉市、根室市、土佐市、加賀市、摂津市、石狩市、播磨町が古い例で、平成年間（20世紀末）からさらに増加し、伊豆市、伊豆の国市、甲斐市、下野市、飛騨市、越前市、伊賀市、志摩市、丹波市、淡路市、美作市、阿波市、若狭町が加わった。なお、摂津市と土佐市はそれぞれ町政施行時の名称が三島町と高岡町であり、既存の市名との重複回避が市制施行時に旧国名を採用した理由となっている。
このような場合でも、ただ「出雲」や「長門」などとだけ言えば出雲国や長門国を指すことになる、あるいは何を指すのか判然としないので、その市町村を指すときには常に「市」や「町」を付けるのが通例であるが、地域名として用いられることがほとんどなくなっている場合にはその限りではない（「摂津」など）。また、北海道の根室市・北見市・石狩市・天塩町等については旧国名を使用していた期間が短かったことから、逆に「国」を付けない場合は現存する自治体の方を指すことが多い（但し、釧路市は高知県土佐市と土佐町のケース同様、同名の釧路町と区別するために「市」を付ける）。
文字面を変えて実質的に旧国名を取ったものにはむつ市、いわき市、さぬき市、奥州市、甲州市がある。なお、日立市は常陸国に位置するが「常陸」の国名は「日高見国（東北地方の旧称）への道」を表す「ひたかみのくにへのみち」が「ひたち」へ転訛し、徳川光圀が現在の日立市一帯において朝日が昇る様の見事さを讃えて「日立」の当て字をしたことに由来すると言われている。
国名と一致する郡名をその郡の一部が名乗ったものには、伊予市、土佐町、さつま町（旧薩摩町）などがある。これらはみな広域地名をその一部を占める市町村が取ったものである。
以上と異なり、合併によって旧国の範囲と完全に一致するようになって付けられたのが、佐渡市、対馬市、壱岐市である。いずれも島全体が一つの国であったもので、明治以降に分割され発足した市町村が平成の大合併により再び一島一自治体に集約された結果である。
離れたところにある国と同じ地名の市町村もある。埼玉県の日高市は諸説有るが日和田山と高麗郡の頭文字を取ったもので北海道南部の日高国（或いは、その国名の由来となった日高見国）とは関係せず、高知県の安芸市も土佐国安芸郡が由来であり広島県西部の安芸国とは関係しない。一方、群馬県（上野国）伊勢崎市と神奈川県（相模国）伊勢原市は共に伊勢神宮の分社を当地に建てたことに由来する名称であり、間接的ながらも伊勢国に関連している。
大和市、大和町、大和村はまた異なる事情を持つ。「大和」はとりわけ戦前における町村合併時の新地名として人気があった名で、旧国の大和国ではなく、日本の別称としての「大和」を町村が名乗ったものである。
なお政令指定都市の区としては、安芸区（広島市）、駿河区（静岡市）がある。

### 旧国名を採用した日本の市区町村一覧
※印は平成の大合併で新しくできたものを示す。
- 北海道北見市（北見国）
- 北海道釧路市（釧路国）
- 北海道釧路郡釧路町（釧路国）
- 北海道根室市（根室国）
- 北海道天塩郡天塩町（天塩国）
- 北海道石狩市（石狩国、石狩川から）
- 北海道沙流郡日高町（日高国）
- 北海道日高郡新ひだか町（日高国）※
- 青森県むつ市（陸奥国）
- 岩手県陸前高田市（陸前国）
- 岩手県奥州市（陸奥国）※
- 秋田県雄勝郡羽後町（羽後国）
- 福島県いわき市（磐城国）
- 茨城県常陸太田市（常陸国）
- 茨城県ひたちなか市（常陸国、常陸那珂港から）
- 茨城県常陸大宮市（常陸国）※
- 茨城県常総市（常陸国・下総国）※
- 栃木県下野市（下野国）※
- 群馬県伊勢崎市（伊勢国、伊勢神宮から）
- 千葉県南房総市（安房国・上総国・下総国、房総半島から）※
- 東京都武蔵野市（武蔵国）
- 東京都武蔵村山市（武蔵国）
- 神奈川県相模原市（相模国）
- 神奈川県伊勢原市（伊勢国、伊勢神宮から）
- 新潟県上越市（越後国）
- 新潟県佐渡市（佐渡国、佐渡島から）※
- 石川県加賀市（加賀国）
- 石川県かほく市（加賀国、河北郡から）※
- 石川県鹿島郡中能登町（能登国、能登半島から）※
- 石川県鳳珠郡能登町（能登国）※
- 福井県丹生郡越前町（越前国）
- 福井県越前市（越前国）※
- 福井県南条郡南越前町（越前国）※
- 福井県三方上中郡若狭町（若狭国）※
- 山梨県甲府市（甲斐国）
- 山梨県甲斐市（甲斐国）※
- 山梨県甲州市（甲斐国）※
- 長野県上水内郡信濃町（信濃国）
- 岐阜県美濃市（美濃国）
- 岐阜県美濃加茂市（美濃国）
- 岐阜県飛騨市（飛騨国）※
- 静岡県伊東市（伊豆国、伊豆半島から）
- 静岡県賀茂郡東伊豆町（伊豆国、伊豆半島から）
- 静岡県賀茂郡南伊豆町（伊豆国、伊豆半島から）
- 静岡県賀茂郡西伊豆町（伊豆国、伊豆半島から）
- 静岡県伊豆市（伊豆国）※
- 静岡県伊豆の国市（伊豆国）※
- 静岡県静岡市駿河区（駿河国）※
- 愛知県尾張旭市（尾張国）
- 三重県伊勢市（伊勢国、伊勢神宮から）
- 三重県度会郡南伊勢町（伊勢国） ※
- 三重県伊賀市（伊賀国）※
- 三重県志摩市（志摩国）※
- 三重県北牟婁郡紀北町（紀伊国）※
- 滋賀県近江八幡市（近江国）
- 滋賀県東近江市（近江国）※
- 京都府相楽郡南山城村（山城国）
- 京都府城陽市（山城国）
- 京都府京丹後市（丹後国）※
- 京都府南丹市（丹波国）※
- 京都府船井郡京丹波町（丹波国）※
- 大阪府摂津市（摂津国）
- 大阪府泉大津市（和泉国）
- 大阪府泉佐野市（和泉国）
- 大阪府和泉市（和泉国）
- 大阪府泉南市（和泉国）
- 大阪府河内長野市（河内国）
- 大阪府南河内郡河南町（河内国）
- 兵庫県加古郡播磨町（播磨国）
- 兵庫県丹波市（丹波国）※
- 兵庫県丹波篠山市（丹波国）
- 兵庫県淡路市（淡路国、淡路島から）※
- 兵庫県南あわじ市（淡路国、淡路島から）※
- 奈良県大和高田市（大和国）
- 奈良県大和郡山市（大和国）
- 和歌山県紀の川市（紀伊国、紀ノ川から）※
- 鳥取県西伯郡伯耆町（伯耆国）※
- 島根県出雲市（出雲国、出雲大社から）
- 島根県雲南市（出雲国）※
- 島根県仁多郡奥出雲町（出雲国）※
- 島根県隠岐郡隠岐の島町（隠岐国、隠岐諸島から）※
- 岡山県備前市（備前国）
- 岡山県美作市（美作国）※
- 岡山県加賀郡吉備中央町（吉備国）※
- 広島県広島市安芸区（安芸国）
- 広島県安芸高田市（安芸国）※
- 広島県山県郡安芸太田町（安芸国）※
- 山口県長門市（長門国）
- 山口県防府市（周防国）
- 山口県周南市（周防国）※
- 山口県大島郡周防大島町（周防国、屋代島（周防大島）から）※
- 徳島県阿南市（阿波国）
- 徳島県阿波市（阿波国）※
- 香川県さぬき市（讃岐国）※
- 愛媛県伊予市（伊予国）
- 愛媛県西予市（伊予国）※
- 高知県土佐清水市（土佐国）
- 高知県土佐市（土佐国）
- 高知県土佐郡土佐町（土佐国）
- 高知県高岡郡中土佐町（土佐国）
- 福岡県筑後市（筑後国）
- 福岡県豊前市（豊前国）
- 福岡県筑紫野市（筑紫国）
- 福岡県朝倉郡筑前町（筑前国）※
- 長崎県壱岐市（壱岐国、壱岐島から）※
- 長崎県対馬市（対馬国、対馬から）※
- 大分県豊後高田市（豊後国）
- 大分県豊後大野市（豊後国）※
- 宮崎県日向市（日向国）
- 宮崎県日南市（日向国）
- 鹿児島県南さつま市（薩摩国）※
- 鹿児島県薩摩川内市（薩摩国）※
- 鹿児島県薩摩郡さつま町（薩摩国）※
- 鹿児島県肝属郡南大隅町（大隅国） ※

### 既に消滅した自治体
- 山形県東村山郡出羽村（現・山形市、出羽国）
- 福島県磐城市（現・いわき市、磐城国）
- 福島県常磐市（現・いわき市、常陸国・磐城国）
- 福島県安達郡岩代町（現・二本松市、岩代国）
- 埼玉県入間郡武蔵町（現・入間市、武蔵国）
- 埼玉県入間郡西武町（現・入間市、武蔵国）
- 千葉県君津郡上総町（現・君津市、上総国）
- 千葉県香取郡下総町（現・成田市、下総国）
- 東京都伊豆村（現・三宅村、伊豆国）
- 神奈川県津久井郡相模湖町（現・相模原市、相模国、相模湖から）
- 石川県鹿島郡能登島町（現・七尾市、能登国、能登島から）
- 長野県下伊那郡南信濃村（現・飯田市、信濃国）
- 長野県上水内郡信州新町（現・長野市、信濃国）
- 長野県上水内郡信濃村（現・信濃町、信濃国）
- 長野県上水内郡信濃尻村（現・信濃町、信濃国）
- 静岡県田方郡中伊豆町（現・伊豆市、伊豆国、伊豆半島から）
- 静岡県田方郡伊豆長岡町（現・伊豆の国市、伊豆国）
- 愛知県尾西市（現・一宮市、尾張国）
- 愛知県西春日井郡尾張村（現・小牧市、尾張国）
- 三重県志摩郡志摩町（現・志摩市、志摩国）
- 三重県員弁郡北勢町（現・いなべ市、伊勢国）
- 三重県度会郡南勢町（現・南伊勢町、伊勢国）
- 三重県度会郡南島町（現・南伊勢町、志摩国）
- 三重県度会郡紀勢町（現・大紀町、紀伊国・伊勢国）
- 三重県北牟婁郡紀伊長島町（現・紀北町、紀伊国）
- 三重県一志郡伊勢地村（現・津市、伊勢国）
- 三重県飯南郡伊勢寺村（現・松阪市、伊勢国）
- 滋賀県坂田郡近江町（現・米原市、近江国）
- 京都府相楽郡山城町（現・木津川市、山城国）
- 京都府船井郡丹波町（現・京丹波町、丹波国）
- 京都府竹野郡丹後町（現・京丹後市、丹後国）
- 大阪府河内市（現・東大阪市、河内国）
- 兵庫県養父郡南但町（現・朝来市・養父市、但馬国）
- 兵庫県出石郡但東町（現・豊岡市、但馬国）
- 兵庫県津名郡淡路町（現・淡路市、淡路国、淡路島から）
- 兵庫県津名郡北淡町（現・淡路市、淡路国、淡路島から）
- 兵庫県三原郡西淡町（現・南あわじ市、淡路国、淡路島から）
- 兵庫県三原郡南淡町（現・南あわじ市、淡路国、淡路島から）
- 鳥取県東伯郡東伯町（現・琴浦町、伯耆国）
- 鳥取県西伯郡西伯町（現・南部町、伯耆国）
- 島根県八束郡東出雲町（現・松江市、出雲国）
- 島根県邑智郡石見町（現・邑南町、石見国）
- 岡山県都窪郡吉備町（現・岡山市、吉備国）
- 岡山県浅口郡吉備村（現・浅口市、吉備国）
- 岡山県英田郡作東町（現・美作市、美作国）
- 広島県豊田郡安芸津町（現・東広島市、安芸国）
- 山口県玖珂郡周東町（現・岩国市、周防国）
- 山口県豊浦郡長府町（現・下関市、長門国）
- 徳島県阿波郡阿波町（現・阿波市、阿波国）
- 愛媛県伊予三島市（現・四国中央市、伊予国）
- 愛媛県東予市（現・西条市、伊予国）
- 高知県土佐郡土佐山村（現・高知市、土佐国）
- 高知県幡多郡西土佐村（現・四万十市、土佐国）
- 佐賀県東松浦郡肥前町（現・唐津市、肥前国）
- 長崎県上県郡上対馬町（現・対馬市、対馬国、対馬から）
- 鹿児島県薩摩郡薩摩町（現・さつま町、薩摩国）
- 鹿児島県曽於郡大隅町（現・曽於市、大隅国、大隅半島から）

### 府県名に取った旧国名
明治初期に設置された府県には旧国名を取ったものがある。越後府、甲斐府、佐渡県、飛騨県、三河県、摂津県、河内県などであるが、いずれも短期間で廃止あるいは改称されている。

## 駅名
JRとその前身である日本国有鉄道は、同じ地名が重複しそうな時には、後から置かれた駅名に旧国名を頭に付けることを原則とする。富山県の小杉駅と神奈川県の武蔵小杉駅、東京都の大塚駅と愛知県の三河大塚駅、広島県の府中駅と大阪府の和泉府中駅、北海道の砂川駅と大阪府の和泉砂川駅、全国に複数存在する中山駅に対する千葉県の下総中山駅などである。兵庫県の播州赤穂駅などもこれに準じるが、同駅以外は播磨新宮駅のように「播磨」を冠している。これは現在の播州赤穂駅から少し離れた場所に存在した赤穂鉄道（国鉄赤穂線の開業に伴い廃止）の播州赤穂駅が観光地の最寄り駅として全国的に知られていたことによるものであり、旧国鉄では飯山鉄道を戦時買収により接収して飯山線とした際に信州浅野駅など「信州」を冠する3駅をすべて「信濃」に改称させるなど「〜州」の名称を忌避する傾向が強いとされる。また、前掲の例の中で武蔵小杉と和泉砂川は国有化により旧国名が付けられた。
私鉄でも、特に国鉄線との連絡運輸が行われる場合には旧国名をつけて区別される場合があった。前掲の例でも、和泉府中駅は前身の阪和電気鉄道時代からこの駅名であった。一方、社名やその他の語を付けて区別することもあり、群馬県では旧国名の「上野（こうずけ）」を冠した場合、東京と群馬県を結ぶ幹線である旧国鉄・JR東日本高崎線のターミナル駅である東京都の「上野（うえの）駅」と混同する恐れがあるため、上信電鉄の場合上州富岡駅のように「上州」を冠しているが、旧国鉄及びJR東日本では前述の例に倣って「上野」と「上州」のいずれも用いず群馬藤岡駅のように現在の県名を冠する駅名を付けている。また、岩代国で「岩代」を冠しているのは福島交通の岩代清水駅のみで、旧国鉄及びJR東日本では安積永盛駅のように旧郡名、会津高田駅のように旧郡名由来の地方名、磐梯熱海駅のように路線名を冠しており、とりわけ岩代国西部（会津四郡）で「会津」を冠している駅名が多い。全体としては国鉄より後に開通した私鉄の駅が旧国名をつけて国鉄(JR)の駅と区別することが多いが、福井鉄道福武線花堂駅とJR西日本越美北線越前花堂駅のように私鉄より後に開通した国鉄(JR)のほうが旧国名をつける例外も存在する。
旧国名に一致する市町村名を駅名にする場合には「市」などを尻に付ける。例として美濃市駅、伊勢市駅、出雲市駅、長門市駅、播磨町駅などがある。例外として、大阪府の摂津駅は市名と一致する旧国名が、福島県のいわき駅は旧国名をひらがな化した市町村名がそのまま駅名になっている。旧国名に一致する市町村名が存在しない事例では和歌山県の紀伊駅があり、紀伊の国府が置かれていたことに由来する名称である。
茨城県と神奈川県にそれぞれ存在する大和駅、及び千葉県にある日向駅、三重県にある播磨駅、大阪府にある淡路駅、奈良県にある磐城駅・但馬駅・石見駅、和歌山県にある岩代駅、福岡県にある伊賀駅、そして前述の高知県安芸市にある安芸駅は、外の地域の旧国名と同じ名称の駅名となっているが、旧国名と駅名との間に関係はない（なお、宮崎県日向市の駅は前出の例に従い日向市駅である）。
旧国名を付けた駅名は、近隣住民などから通称として旧国名なしで呼ばれる場合もある。事業者側でもそのような扱いをしている場合があり、たとえば近鉄では、2004年ごろまで車内放送・駅構内放送・方向幕では旧国名を省略していた（例：大和西大寺 → 西大寺）。また、近鉄の高田市駅は開業当初には高田町駅であったが、大和高田市が1948年に市制施行した際、既に大和高田駅が別に存在したことから敢えて旧国名の「大和」を略したままの改称に踏み切っている。なお近鉄にはかつて養老線の美濃高田駅もあり、名古屋側では区別のために大和高田駅を大和高田と旧国名を省略せずに呼んでいた。なお、2004年以前でも伊賀神戸駅や伊勢若松駅のように、例外的に旧国名を省略していなかったケースもあった（伊賀神戸駅に関しては、かつては鈴鹿線の鈴鹿市駅が「伊勢神戸」だったため区別するという意味合いもあった）。
国鉄・JR四国・近鉄では、駅名標では旧国名が小さく表記されている。なお、近鉄では駅名標に限らず駅・車内の案内表示類では全て旧国名が小さく表記されている（2004年以前から旧国名を省略せずに案内していた一部の駅を除く）。

### 旧国名を採用した日本の鉄道駅一覧
| 旧国名 | 旧国名の付いた現存の駅名 | 廃止時に旧国名の付いた廃駅の駅名 | 改称された駅名 |
| ------ | --- | --- | --- |
| 大和   | 大和朝倉駅、大和上市駅、大和小泉駅、大和西大寺駅、大和新庄駅、大和高田駅、大和二見駅、大和八木駅 | 大和安堵駅 | |
| 山城   | 山城青谷駅、山城多賀駅 | | |
| 河内   | 河内天美駅、河内磐船駅、河内永和駅、JR河内永和駅、河内堅上駅、河内国分駅、河内小阪駅、河内長野駅、河内花園駅、河内松原駅、河内森駅、河内山本駅 | | 河内半田駅 |
| 和泉   | 泉大津駅、和泉大宮駅、泉佐野駅、和泉砂川駅、和泉中央駅、和泉鳥取駅、和泉橋本駅、和泉府中駅 | | |
| 摂津   | 摂津駅、摂津市駅、摂津富田駅、摂津本山駅 | | |
| 伊賀   | 伊賀上野駅、伊賀神戸駅、伊賀上津駅 | | |
| 伊勢   | 伊勢朝日駅、伊勢石橋駅、伊勢上野駅、伊勢大井駅、伊勢奥津駅、伊勢柏崎駅、伊勢鎌倉駅、伊勢川口駅、伊勢川島駅、伊勢市駅、伊勢竹原駅、伊勢中川駅、伊勢中原駅、伊勢八太駅、伊勢治田駅、伊勢松本駅、伊勢八知駅、伊勢若松駅 | 伊勢上野駅、伊勢有田駅、伊勢二本木駅、伊勢八王子駅 | 伊勢神戸駅、伊勢田尻駅 |
| 志摩   | 志摩赤崎駅、志摩磯部駅、志摩神明駅、志摩横山駅 | | 志摩磯部駅 |
| 尾張   | 尾張旭駅、尾張一宮駅、尾張瀬戸駅、尾張星の宮駅、尾張森岡駅、尾張横須賀駅 | 尾張生路駅、尾張三条駅、尾張中島駅 | 尾張一ノ宮駅、尾張横山駅 |
| 三河   | 三河安城駅、三河一宮駅、三河大塚駅、三河大野駅、三河鹿島駅、三河上郷駅、三河川合駅、三河塩津駅、三河高浜駅、三河田原駅、三河知立駅、三河東郷駅、三河鳥羽駅、三河豊田駅、三河槙原駅、三河三谷駅、三河八橋駅 | 三河旭駅、三河一色駅、三河岩脇駅、三河海老駅、三河大石駅、三河大草駅、三河荻原駅、三河楠駅、三河田口駅、三河中島駅、三河広瀬駅、三河平坂駅、三河御船駅 | 三河豊田駅、三河長岡駅、三河吉田駅 |
| 遠江   | 遠江一宮駅、遠州岩水寺駅、遠州小林駅、遠州小松駅、遠州芝本駅、遠州西ヶ崎駅、遠州病院駅、遠州森駅 | 遠州岩田駅、遠州笠井駅、遠州神戸駅、遠州佐倉駅、遠州新村駅、遠州道本駅、遠州浜松駅、遠州馬込駅、遠州見付駅、遠州森町駅                                 | 遠州市場駅、遠州上島駅、遠州川崎町駅、遠州貴布禰駅、遠州共同駅、遠江桜木駅、遠州島ノ郷駅、遠州助信駅、遠州八幡駅、遠州曳馬駅、遠江二俣駅、遠州松木駅、遠江森駅 |
| 駿河   | 駿河小山駅、駿河徳山駅 | 駿河岡部駅 | 駿河駅 |
| 伊豆   | 伊豆熱川駅、伊豆稲取駅、伊豆大川駅、伊豆高原駅、伊豆多賀駅、伊豆長岡駅、伊豆仁田駅、伊豆北川駅 | | |
| 甲斐   | 甲斐岩間駅、甲斐上野駅、甲斐大泉駅、甲斐大島駅、甲斐小泉駅、甲斐住吉駅、甲斐常葉駅、甲斐大和駅 | 甲斐青柳駅、甲斐飯野駅、甲斐大井駅 | 甲斐下山駅 |
| 相模   | 相模大塚駅、相模大野駅、相模金子駅、相模貨物駅、相模湖駅、相模沼田駅、さがみ野駅、相模原駅 | 相模金谷駅、相模国分駅、相模広小路駅 | 相模厚木駅、相模横山駅 |
| 武蔵   | 武州荒木駅、武蔵五日市駅、武蔵浦和駅、武州唐沢駅、武蔵小金井駅、武蔵小杉駅、武蔵小山駅、武蔵境駅、武蔵白石駅、武蔵新城駅、武蔵砂川駅、武蔵関駅、武蔵高萩駅、武州中川駅、武州長瀬駅、武蔵中原駅、武蔵新田駅、武蔵野台駅、武州原谷駅、武蔵引田駅、武州日野駅、武蔵藤沢駅、武蔵増戸駅、武蔵溝ノ口駅、武蔵大和駅、武蔵横手駅、武蔵嵐山駅 | 武蔵岩井駅、武蔵上ノ原駅、武州川辺駅、武蔵小杉駅、武州大門駅、武蔵田中駅、武蔵中丸子駅、武州野田駅、武蔵福島駅、武蔵横山駅                             | 武州大沢駅、武蔵常盤駅、武州松山駅、武蔵丸子駅 |
| 安房   | 安房天津駅、安房勝山駅、安房鴨川駅、安房小湊駅 | | 安房北条駅 |
| 上総   | 上総東駅、上総一ノ宮駅、上総牛久駅、上総大久保駅、上総興津駅、上総亀山駅、上総川間駅、上総清川駅、上総久保駅、上総鶴舞駅、上総中川駅、上総中野駅、上総松丘駅、上総三又駅、上総湊駅、上総村上駅、上総山田駅 | 上総片貝駅、上総蔵持駅、上総高師駅、上総山本駅 | |
| 下総   | 下総神崎駅、下総橘駅、下総豊里駅、下総中山駅、下総松崎駅 | 下総吉田駅 | |
| 常陸   | 常陸青柳駅、常陸太田駅、常陸大宮駅、常陸鴻巣駅、常陸大子駅、常陸多賀駅、常陸津田駅、ひたち野うしく駅 | 常陸岩船駅、常陸大貫駅、常陸岡田駅、常陸小川駅、常陸小田駅、常陸長岡駅、常陸中里駅、常陸藤沢駅、常陸北条駅、常陸村田駅、常陸桃山駅                     | 常陸酒出駅 |
| 近江   | 近江今津駅、近江塩津駅、近江神宮前駅、近江高島駅、近江長岡駅、近江中庄駅、近江八幡駅、近江舞子駅 | 近江今津駅、近江木戸駅、近江舞子駅、近江舞子南口駅 | |
| 美濃   | 美濃赤坂駅、美濃太田駅、美濃川合駅、美乃坂本駅、美濃市駅、美濃白鳥駅、美濃高田駅、美濃津屋駅、美濃本郷駅、美濃松山駅、美濃青柳駅、美濃山崎駅 | 美濃北方駅、美濃下野駅、美濃福岡駅 | 美濃相生駅、美濃神海駅、美濃下川駅、美濃洲原駅（初代）、美濃洲原駅（2代）、美濃関駅（初代）、美濃関駅（2代）、美濃立花駅、美濃本巣駅、美濃弥富駅、美濃山田駅   |
| 飛騨   | 飛騨一ノ宮駅、飛騨小坂駅、飛騨金山駅、飛騨国府駅、飛騨萩原駅、飛騨古川駅、飛騨細江駅、飛騨宮田駅 | 飛騨神岡駅、飛騨中山駅 | 飛騨船津駅 |
| 信濃   | 信濃浅野駅、信濃荒井駅、信濃追分駅、信濃大町駅、信濃川上駅、信濃川島駅、信濃木崎駅、信濃国分寺駅、信濃境駅、信濃白鳥駅、信濃平駅、信濃竹原駅、信濃常盤駅、信州中野駅、信濃松川駅、信濃森上駅、信濃吉田駅 | 信濃池田駅、信濃石井駅、信濃川田駅、信濃善光寺駅、信濃安田駅                                                                                           | 信州浅野駅、信州白鳥駅、信州平駅、信濃別所駅、信濃丸子駅、信濃四ツ谷駅                                                                                         |
| 上野   | 上州一ノ宮駅、上州富岡駅、上州七日市駅、上州新屋駅、上州福島駅 | 上州三原駅 | |
| 下野   | 下野大沢駅、野州大塚駅、下野花岡駅、野州平川駅、野州山辺駅 | | 下野上三依駅、下野豊原駅 |
| 羽前   | 羽前大山駅、羽前金沢駅、羽前小松駅、羽前前波駅、羽前高松駅、羽前千歳駅、羽前椿駅、羽前豊里駅、羽前長崎駅、羽前中山駅、羽前成田駅、羽前沼沢駅、羽前松岡駅、羽前水沢駅、羽前山辺駅 | 羽前宮内駅 | 羽前赤倉駅、羽前向町駅 |
| 羽後   | 羽後飯塚駅、羽後岩谷駅、羽後牛島駅、羽後太田駅、羽後亀田駅、羽後境駅、羽後中里駅、羽後長戸呂駅、羽後長野駅、羽後本荘駅、羽後四ツ屋駅 | 羽後大森駅、羽後里見駅、羽後三輪駅、羽後山田駅 | 羽後鮎川駅、羽後上大野駅、羽後川辺駅、羽後黒沢駅、羽後東雲駅、羽後平沢駅、羽後矢島駅                                                                           |
| 岩代   | 岩代清水駅 | 岩代飯野駅、岩代大久保駅、岩代川俣駅、岩代月舘駅 | 岩代熱海駅 |
| 磐城   | いわき駅、磐城浅川駅、磐城石井駅、磐城石川駅、磐城太田駅、磐城棚倉駅、磐城常葉駅、磐城塙駅、磐城守山駅 | 磐城金山駅 | 磐城西郷駅 |
| 陸前   | 陸前赤井駅、陸前赤崎駅、陸前稲井駅、陸前大塚駅、陸前落合駅、陸前小野駅、陸前山王駅、陸前白沢駅、陸前高砂駅、陸前富山駅、陸前豊里駅、陸前浜田駅、陸前原ノ町駅、陸前谷地駅、陸前山下駅 | 陸前今泉駅、陸前大沢駅、陸前小泉駅、陸前高田駅、陸前戸倉駅、陸前階上駅、陸前港駅、陸前矢作駅、陸前横山駅                                               | 陸前中田駅、陸前古川駅 |
| 陸中   | 陸中宇部駅、陸中大里駅、陸中大橋駅、陸中折居駅、陸中川井駅、陸中門崎駅、陸中中野駅、陸中夏井駅、陸中野田駅、陸中松川駅、陸中八木駅、陸中山田駅 | | 陸中大石駅、陸中川尻駅、陸中花輪駅 |
| 陸奥   | 陸奥赤石駅、陸奥市川駅、陸奥岩崎駅、陸奥沢辺駅、陸奥白浜駅、陸奥鶴田駅、陸奥湊駅、陸奥森田駅、陸奥柳田駅、陸奥横浜駅 | 陸奥亀田駅、陸奥関根駅、陸奥森山駅 | 陸奥黒崎駅 |
| 若狭   | 若狭有田駅、若狭高浜駅、若狭本郷駅、若狭和田駅 | | |
| 越前   | 越前大野駅、越前大宮駅、越前開発駅、越前島橋駅、越前下山駅、越前新保駅、越前高田駅、越前竹原駅、越前田野駅、越前東郷駅、越前富田駅、越前野中駅、越前花堂駅、越前薬師駅 | 越前赤坂駅、越前下関駅、越前平井駅 | 越前武生駅 |
| 加賀   | 加賀温泉駅、加賀笠間駅 | 加賀一の宮駅、加賀岩内駅、加賀河合駅、加賀佐野駅、加賀福岡駅、加賀八幡駅                                                                               | 加賀広瀬駅 |
| 能登   | 能登鹿島駅、能登中島駅、能登二宮駅、能登部駅 | 能登市ノ瀬駅、能登一ノ宮駅、能登高浜駅、能登三井駅 | 能登鵜飼駅、能登小浦駅、能登小木駅、能登川尻駅、能登白丸駅 |
| 越中   | 越中泉駅、越中荏原駅、越中国分駅、越中三郷駅、越中大門駅、越中中川駅、越中中島駅、越中中村駅、越中舟橋駅、越中宮崎駅、越中八尾駅、越中山田駅 | | 越中岩瀬駅 |
| 越後   | 越後赤塚駅、越後石山駅、越後岩沢駅、越後岩塚駅、越後大島駅、えちご押上ひすい海岸駅、越後片貝駅、越後金丸駅、越後川口駅、越後寒川駅、越後鹿渡駅、越後下関駅、越後須原駅、越後曽根駅、越後滝谷駅、越後田沢駅、越後田中駅、越後中里駅、越後早川駅、越後広瀬駅、越後広田駅、越後堀之内駅、越後水沢駅、越後湯沢駅                         | 越後大崎駅、越後大津駅、越後大野駅、越後関原駅、越後長沢駅、越後日吉駅                                                                                 | 越後山王駅、越後外丸駅 |
| 丹波   | 丹波大山駅、丹波竹田駅 | 丹波日置駅 | |
| 丹後   | 丹後神崎駅、丹後由良駅 | 丹後三河内駅、丹後四辻駅 | 丹後大宮駅、丹後神野駅、丹後木津駅、丹後山田駅 |
| 但馬   | | | 但馬三江駅 |
| 因幡   | 因幡船岡駅、因幡社駅 | | |
| 伯耆   | 伯耆大山駅、伯耆溝口駅 | | |
| 出雲   | 出雲科学館パークタウン前駅、出雲坂根駅、出雲市駅、出雲神西駅、出雲大社前駅、出雲大東駅、雲州平田駅、出雲三成駅、出雲八代駅、出雲横田駅 | 出雲須佐駅、出雲高松駅、出雲広瀬駅 | 出雲今市駅、出雲大社口駅 |
| 石見   | 石見津田駅、石見福光駅、石見横田駅 | 石見川越駅、石見川本駅、石見都賀駅、石見松原駅、石見簗瀬駅                                                                                             | 石見大田駅、石見江津駅、石見小浜駅、石見長浜駅、石見益田駅 |
| 播磨   | 播州赤穂駅、はりま勝原駅、播磨下里駅、播磨新宮駅、播磨高岡駅、播磨町駅、播磨徳久駅、播磨横田駅 | 播州赤穂駅 | |
| 美作   | 美作江見駅、美作追分駅、美作大崎駅、美作落合駅、美作加茂駅、美作河井駅、美作千代駅、美作滝尾駅、美作土居駅 | 美作飯岡駅 | |
| 備前   | 備前一宮駅、備前片岡駅、備前片上駅、備前田井駅、備前西市駅、備前原駅、備前福河駅、備前三門駅 | 備前赤崎駅、備前塩田駅、備前福田駅、備前矢田駅 | |
| 備中   | 備中川面駅、備中呉妹駅、備中神代駅、備中高梁駅、備中高松駅、備中広瀬駅、備中箕島駅 | 備中小田駅 | |
| 備後   | 備後赤坂駅、備後落合駅、備後西城駅、備後庄原駅、備後本庄駅、備後三川駅、備後三日市駅、備後安田駅、備後矢野駅、備後八幡駅 | 備後木戸駅 | 備後熊野駅、備後十日市駅 |
| 安芸   | 安芸阿賀駅、あき亀山駅、安芸川尻駅、安芸幸崎駅、安芸津駅、安芸長束駅、安芸中野駅、安芸長浜駅、安芸矢口駅 | 安芸愛宕駅、安芸飯室駅、安芸小田駅、安芸亀山駅、安芸戸島駅、安芸中山駅、安芸浜崎駅、安芸山本駅                                                         | 安芸中島駅、安芸三津駅 |
| 周防   | 周防久保駅、周防佐山駅、周防下郷駅、周防高森駅、周防花岡駅 | 周防江崎駅、周防宮市駅 | 周防富田駅 |
| 長門   | 長門粟野駅、長門大井駅、長門峡駅、長門市駅、長門長沢駅、長門二見駅、長門古市駅、長門三隅駅、長門本山駅、長門湯本駅 | 長門上市駅 | 長門一ノ宮駅 |
| 紀伊   | 紀伊駅、紀伊有田駅、紀伊井田駅、紀伊市木駅、紀伊内原駅、紀伊浦神駅、紀伊小倉駅、紀伊勝浦駅、紀伊神谷駅、紀伊御坊駅、紀伊佐野駅、紀伊清水駅、紀伊新庄駅、紀伊田辺駅、紀伊田原駅、紀伊天満駅、紀伊富田駅、紀伊長島駅、紀伊長田駅、紀伊中ノ島駅、紀伊日置駅、紀伊姫駅、紀伊細川駅、紀伊宮原駅、紀伊山田駅、紀伊由良駅                   | 紀伊阪井駅、紀伊野上駅 | 紀伊木本駅、紀伊椿駅、紀伊湯浅駅 |
| 淡路   | | 淡路長田駅、淡路二本松駅、淡路広田駅 | |
| 阿波   | 阿波赤石駅、阿波池田駅、阿波大谷駅、阿波大宮駅、阿波海南駅、阿波加茂駅、阿波川口駅、阿波川島駅、阿波川端駅、阿波橘駅、阿波富田駅、阿波中島駅、阿波半田駅、阿波福井駅、阿波山川駅 | 阿波市場駅、阿波中原駅 | 阿波赤野駅、阿波大寺駅、阿波富岡駅 |
| 讃岐   | 讃岐相生駅、讃岐財田駅、讃岐塩屋駅、讃岐白鳥駅、讃岐津田駅、讃岐府中駅、讃岐牟礼駅 | 讃岐飯野駅、讃岐富士駅 | |
| 伊予   | 伊予出石駅、伊予石城駅、伊予大洲駅、伊予大平駅、伊予上灘駅、伊予亀岡駅、伊予小松駅、伊予西条駅、伊予桜井駅、伊予寒川駅、伊予市駅、伊予白滝駅、伊予立川駅、いよ立花駅、伊予土居駅、伊予富田駅、伊予長浜駅、伊予中山駅、伊予氷見駅、伊予平野駅、伊予北条駅、伊予三島駅、伊予宮野下駅、伊予三芳駅、伊予横田駅、伊予吉田駅、伊予和気駅   | | 伊予大井駅、伊予立花駅 |
| 土佐   | 土佐穴内駅、土佐一宮駅、土佐入野駅、土佐岩原駅、土佐大津駅、土佐上川口駅、土佐加茂駅、土佐北川駅、土佐久礼駅、土佐佐賀駅、土佐昭和駅、土佐白浜駅、土佐新荘駅、土佐大正駅、土佐長岡駅、土佐山田駅 | 土佐住吉駅 | |
| 筑前   | 筑前岩屋駅、筑前植木駅、筑前内野駅、筑前庄内駅、筑前大分駅、筑前垣生駅、筑前深江駅、筑前前原駅、筑前山家駅、筑前山手駅 | 筑前芦屋駅、筑前勝田駅、筑前十文字駅、筑前庄駅、筑前高宮駅、筑前簑島駅、筑前宮田駅、筑前山野駅                                                         | 筑前新宮駅、筑前高田駅、筑前福間駅 |
| 筑後   | 筑後大石駅、筑後草野駅、筑後船小屋駅、筑後吉井駅 | 筑後大川駅、筑後原町駅、筑後福島駅、筑後柳河駅、筑後若津駅                                                                                             | 筑後小郡駅、筑後千足駅、筑後松崎駅 |
| 豊前   | 豊前大熊駅、豊前川崎駅、豊前松江駅、豊前善光寺駅、豊前長洲駅、豊前桝田駅 | 豊前二日市駅、豊前四日市駅 | |
| 豊後   | 豊後荻駅、豊後清川駅、豊後国分駅、豊後竹田駅、豊後豊岡駅、豊後中川駅、豊後中村駅、豊後三芳駅、豊後森駅 | 豊後高田駅 | |
| 肥前   | 肥前旭駅、肥前飯田駅、肥前大浦駅、肥前鹿島駅、肥前久保駅、肥前古賀駅、肥前白石駅、肥前長田駅、肥前長野駅、肥前七浦駅、肥前浜駅、肥前麓駅、肥前竜王駅 | 肥前朝日駅、肥前池野駅、肥前鹿島駅、肥前春日駅、肥前川上駅、肥前黒石駅、肥前浜駅                                                                       | 肥前小浜駅、肥前神埼駅、肥前神田駅、肥前中里駅、肥前御厨駅、肥前山口駅、肥前吉井駅                                                                             |
| 肥後   | 肥後伊倉駅、肥後大津駅、肥後高田駅、肥後田浦駅、肥後長浜駅、肥後西村駅、肥後二見駅 | 肥後大本駅、肥後小国駅、肥後白石駅、肥後大道駅、肥後豊田駅、肥後深川駅                                                                                 | |
| 日向   | 日向大束駅、日向北方駅、日向沓掛駅、日向市駅、日向庄内駅、日向新富駅、日向住吉駅、日向長井駅、日向前田駅 | 日向岡元駅、日向八戸駅 | |
| 大隅   | 大隅大川原駅、大隅夏井駅、大隅横川駅 | 大隅大崎駅、大隅川西駅、大隅境駅、大隅高須駅、大隅高山駅、大隅野里駅、大隅福山駅、大隅二川駅、大隅麓駅、大隅辺田駅、大隅松山駅                         | |
| 薩摩   | 薩摩板敷駅、薩摩今和泉駅、薩摩大川駅、薩摩川尻駅、薩摩塩屋駅、薩摩高城駅、薩摩松元駅 | 薩摩大口駅、薩摩川辺駅、薩摩久木野駅、薩摩求名駅、薩摩白川駅、薩摩白浜駅、薩摩鶴田駅、薩摩永野駅、薩摩万世駅、薩摩布計駅、薩摩山崎駅、薩摩湯田駅       | 薩摩大崎町駅 |
| 渡島   | 渡島砂原駅、渡島当別駅、渡島沼尻駅 | 渡島大沢駅、渡島知内駅、渡島鶴岡駅、渡島福島駅、渡島吉岡駅                                                                                             | 渡島大野駅 |
| 日高   | | 日高岩内駅、日高東別駅、日高幌別駅、日高三石駅、日高三岡駅、日高門別駅                                                                                 | |
| 石狩   | 石狩沼田駅 | 石狩追分駅、石狩金沢駅、石狩月形駅、石狩橋本駅 | 石狩当別駅、石狩太美駅 |
| 天塩   | 天塩中川駅 | 天塩有明駅、天塩大沢駅、天塩金浦駅、天塩栄駅、天塩住吉駅、天塩本郷駅、天塩弥生駅                                                                       | |
| 北見   | 北見駅 | 北見相生駅、北見枝幸駅、北見共立駅、北見滝ノ上駅、北見富丘駅、北見平和駅                                                                               | |
| 十勝   | 十勝清水駅 | 十勝稲田駅、十勝清川駅、十勝東和駅、十勝三股駅 | |
| 釧路   | 釧路駅、釧路貨物駅、釧路湿原駅 | | |
| 根室   | 根室駅 | 根室標津駅 | |

## ナンバープレート
自動車のナンバープレートでは、以下のナンバーに旧国名が使用されている。カッコ内はナンバーを所管する運輸支局・自動車検査登録事務所。
- 釧路（北海道運輸局釧路運輸支局本庁舎）
- 北見（北海道運輸局北見運輸支局）
- いわき（東北運輸局福島運輸支局いわき自動車検査登録事務所）
- 相模（関東運輸局神奈川運輸支局相模自動車検査登録事務所）
- 飛騨（中部運輸局岐阜運輸支局飛騨自動車検査登録事務所）
- 伊豆（中部運輸局静岡運輸支局沼津自動車検査登録事務所）※ご当地ナンバー
- 三河（中部運輸局愛知運輸支局西三河自動車検査登録事務所）
- 尾張小牧（中部運輸局愛知運輸支局小牧自動車検査登録事務所）
- 和泉（近畿運輸局大阪運輸支局和泉自動車検査登録事務所）
- 出雲（中国運輸局島根運輸支局）※ご当地ナンバー

上記の他、2つの国の一字を合わせたナンバーは以下の通りである。
- 筑豊（九州運輸局福岡運輸支局筑豊自動車検査登録事務所）

これらのうち、釧路ナンバーは根室国と千島国を、和泉ナンバーは河内国の一部を含んでいる。一つの都道府県に複数の運輸支局・自動車検査登録事務所がある場合、管轄区域をあまり考慮せず、単に所在地の都市名から名称を取ることが多く、釧路・和泉の場合は、所在地が旧国名をそのまま名乗る市であったに過ぎないと言える。